# Caso Lola Chomnalez
El Caso Lola Chomnalez fue una investigación y proceso judicial uruguayo sobre el homicidio de una adolescente argentina ocurrido el 28 de diciembre de 2014 en las costas de Uruguay. 
Después de ocho años un hombre residente en el Chuy, fue procesado el 19 de mayo de 2022 con prisión por “homicidio muy especialmente agravado” como autor del asesinato.

## Contexto

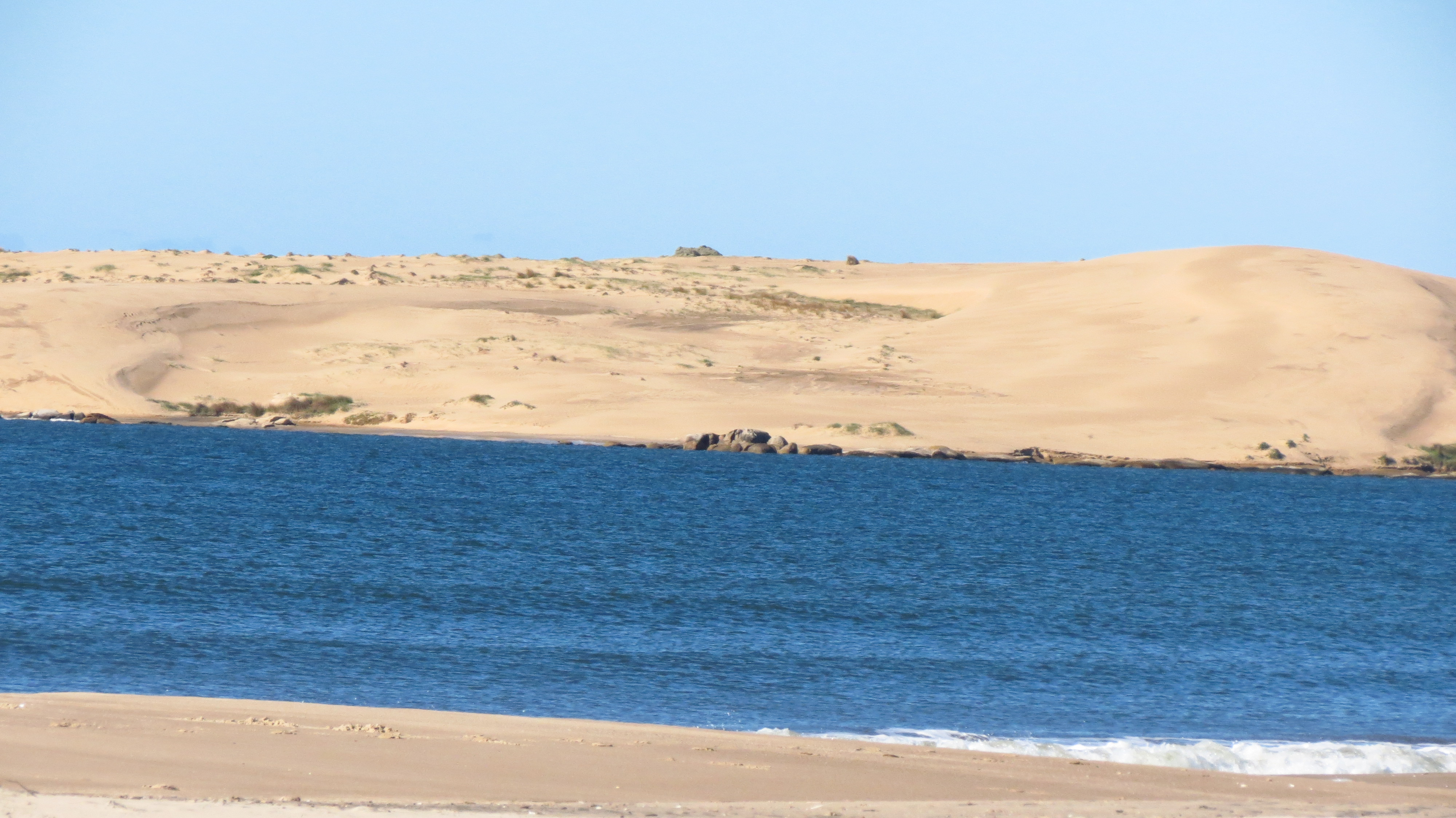
Dunas en Valizas en 2015.

Lola Luna Chomnalez (Buenos Aires, Argentina, 4 de noviembre de 1999 - Valizas , Uruguay, 28 de diciembre de 2014) era hija de Adriana Belmonte y Diego Chomnalez. Cursaba estudios secundarios en el Liceo N° 9 Santiago Derqui de Belgrano en Argentina. Era la primera vez que salía del país sola y tenía planeado otro viaje a Nueva York, Estados Unidos por sus 15 años.
Lola había llegado a Uruguay el 26 de diciembre de 2014 a vacacionar junto a su madrina Claudia Fernández, el esposo el cocinero Hernán Tuzinkevich y también sus dos hijos (una niña y un varón).
El 28 de diciembre de 2014 toda la familia estaba en la playa y Lola salió a caminar por los alrededores en un paseo tradicional en la zona. Llevaba algunas de sus pertenencias en una mochila rosa, su billetera, una botella de agua, una toalla de playa y un libro. Estaba vestida con un short de jean y un bikini.
Cuando la joven no regresó comenzó la búsqueda. Intervinieron la Policía de Uruguay y la Armada Uruguaya, que buscaron a la adolescente por aire, tierra y mar.
El 30 de diciembre de 2014, dos días después de desaparecer, un pescador de la zona encontró el cuerpo sin vida de la adolescente. Apareció en una zona ubicada a 4 kilómetros de la vivienda de su familia, semienterrado en las arenas de un lugar un poco apartado y frondoso, en Barra de Valizas, camino a Aguas Dulces en las playas de Rocha.

## Pericias
Lola Chomnalez había sido asesinada. Falleció entre las 13 y las 16 horas del 28 de diciembre de 2014 mientras caminaba por la costa de Valizas.
Las pericias forenses concluyeron que Lola sufrió varios cortes en el cuello con un cuchillo y murió sofocada en la arena. Se constató que la joven no había sido abusada sexualmente. Su mochila rosa apareció semanas después, el 14 de enero, en los médanos de la zona. Se encontró sangre perteneciente a un hombre en su mochila. Esa es una pista firme que tienen los investigadores del caso.
Sus padres, Adriana Belmonte y el cocinero Diego Chomnalez, y su abuela, la destacada cocinera y empresaria argentina Beatriz Chomnalez, contrataron como representante al abogado Jorge Barrera.
La familia ha viajado a Uruguay en varias oportunidades para reunirse con el embajador, fiscales y jueces de la causa.

## Instancias
La Unidad de Análisis de Hechos Complejos dependiente de la Jefatura de Policía de Montevideo, fue la encargada de la investigación del homicidio, en un principio.
Las primeras sospechas se dirigieron al núcleo familiar de la víctima, el pescador, la gente de la zona y un cuidacoches de Rivera, pero no se encontraron pruebas definitivas.
Se allanaron las viviendas de los sospechosos para intentar encontrar el arma del homicidio.
Adriana Belmonte tuvo una amistad con la madrina de Lola de más de 25 años, después de lo acontecido no supo nada más de la familia de Claudia Fernández con la que su hija estaba de vacaciones cuando la mataron. La familia fue liberada al no constarse vínculos con el homicidio.
El 18 de febrero de 2015, se recibió una llamada anónima donde se indicaba que Ángel Eduardo Moreira Martínez alias "El Cachila", un cuidacoches de la zona, estaba involucrado.
Cientos de personas declararon en calidad de testigos y sospechosos. Cerca de 40 personas indagadas pasaron por el Juzgado Penal de Rocha, pero todas terminaron siendo puestas en libertad.
El fiscal uruguayo de Corte Jorge Díaz, recibió una carta del Consejo Nacional de Mujeres de Presidencia de Argentina en la que se agradecía el trabajo de la fiscal del caso Patricia Sosa.
Los primeros días del caso estuvieron a cargo de la jueza Marcela López Moroy, dejó el expediente en manos de su colega Silvia Urioste Torres titular del Juzgado de Segundo Turno de Rocha el 13 de enero de 2015. Luego, la jueza penal Verónica Pena Molina se ocupó del caso. También hubo varios fiscales responsables del caso, como Soledad Barriola, Gabriela Sierra, Rodrigo Morosoli y Patricia Sosa.
En marzo de 2016 los padres de Lola pidieron que la Justicia uruguaya realice una auditoría sobre la investigación. Tuvieron una reunión con el embajador de Argentina en Uruguay Guillermo Montenegro.
En Uruguay sobre los procesados hay una obligación legal una extracción de identificación de un perfil genético del componente de ácido desoxirribonucleico (ADN) no codificante desde el 2 de diciembre de 2011, Ley N° 18.849, que permitió a la familia pedir que se compare la sangre de la mochila con la sangre de las personas que habían ingresado a la cárcel desde entonces.

La familia pide que se use ese registro de reclusos desde la fecha del suceso correspondiente de cárcel cercana a Rocha y a la cárcel Comcar. La cárcel de Rocha, por la zona en la que se llevó el hecho; la Cárcel Comcar, por ser el establecimiento carcelario más grande del país. Esto permitiría averiguar si entre esos presos se encuentra el autor del crimen, condenado por algún otro delito.
El 12 de diciembre de 2016, se realizó una audiencia en la que además se diligenciaron pruebas y se solicitaron nuevas actuaciones. Ese mismo mes otro sospechoso fue cotejado con el análisis de ADN del rastro hemático del sospechoso, pero resultó negativo.
En 2018, la familia vuelve a viajar a Uruguay para pedir una audiencia con el presidente y el fiscal Jorge Díaz. Por la causa pasaron varios jueces Marcela López, Soledad Barriola, Gabriela Sierra, Rodrigo Morosolli y en la actualidad Juan Manuel Giménez, pero el caso seguía sin esclarecerse. Para continuar con la investigación, la familia viajó en tres oportunidades durante el 2018 a Rocha.
El fiscal Jorge Vaz, en el caso desde febrero del 2019, pide el procesamiento del cuidachoches apodado "El Cachila". Fue procesado por haber declarado que estuvo con la víctima el día del homicidio. 
Quedó detenido en Rivera, fue nuevamente indagado y se le realizó una pericia semiológica, por parte de la comisario y experta en lenguaje gestual. 
Su relato lo ubica en la escena del crimen de Lola Chomnalez.
El Cachila fue citado y el fiscal Jorge Vaz pidió el procesamiento con prisión por el delito de homicidio muy especialmente agravado en calidad de coautor, a la jueza Rossana Ortega, que le impura un delito de homicidio sin agravantes especiales o muy especiales.

"La explicación increíble que intenta brindar el indagado (El Cachila) sobre un simple desmayo de Lola, no se compadece ni con la lógica, ni con el informativo probatorio reunido."
Rossana Ortega, magistrada de la causa, 24 de mayo de 2019.

La agravante prevista por el Artículo 47 inciso 1° del Código Penal Uruguayo, emergiendo elementos suficientes para la imputación de un delito de homicidio especialmente agravado por la nota de alevosía.
En noviembre de 2019, fue reinterrogado en el Juzgado Penal de Rocha ante el juez un recluso con antecedentes penales que había sido interrogado en 2015. Después de declarar fue desvinculado del caso.

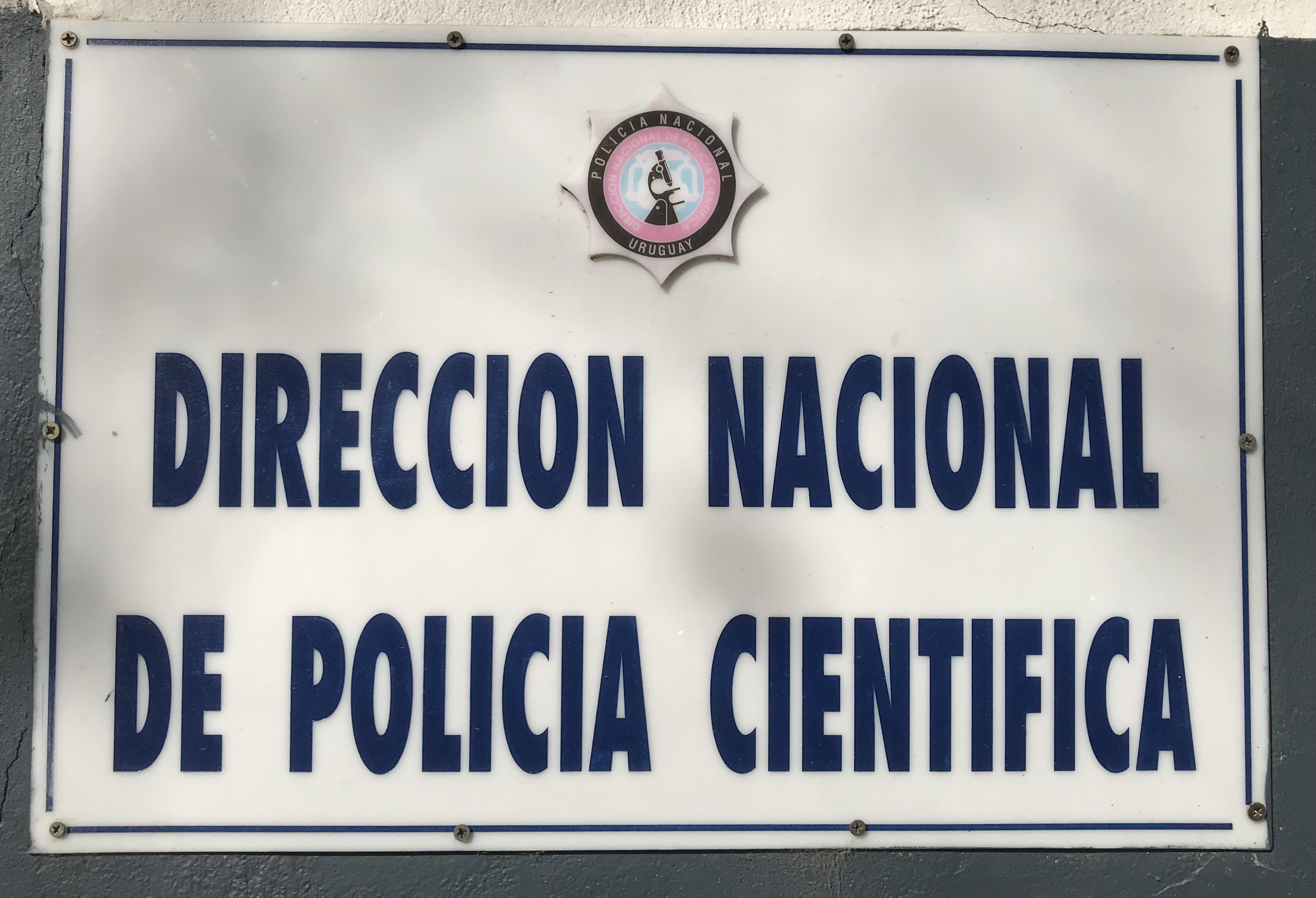
Policía Científica Uruguay

El 9 de diciembre de 2019, el Tribunal de Apelaciones de 4º Turno confirmó por unanimidad el procesamiento del "Cachila", que tiene a la fecha 33 años, imputado prima facie de la condición de coautor de un delito de homicidio agravado por la alevosía de Lola Chomnalez.
El 19 de mayo de 2022 fue detenido Leonardo David Sena de 39 años, alias "El Panadero", que tenía antecedentes penales y estaba en el Chuy. Los peritos de la Policía Científica cotejaron el ADN con cada uno de los nuevos ingresados al sistema carcelario y así llegaron al acusado de ser el autor material del crimen. La investigación estuvo a cargo de la encargada del Registro Nacional de Huellas Genéticas de Policía Científica.
En febrero de 2023, el Tribunal de Apelaciones de Uruguay revoca la absolución de Ángel “El Cachila” Moreira, condenándolo a ocho años de prisión por el delito de encubrimiento del asesinato.
En abril de 2024, Leonardo David Sena Cabrera que había sido detenido en 2022, fue imputado por homicidio muy especialmente agravado a 27 años y 6 meses de prisión, gracias a las pruebas de ADN encontradas. En la sentencia, el juez Giménez concluyó que la intención homicida del condenado fue evidente.
 En septiembre de 2024, el Tribunal Penal de Apelaciones 4o Turnola ratifica la sentencia.

## Homenaje
El 28 de diciembre de 2015, en el primer aniversario del fallecimiento, familiares y compañeros del Liceo N°9 Santiago Derqui de Barrio Belgrano, recordaron a la niña Lola Chomnalez plantando un árbol de tilo con una placa conmemorativa en el Parque Las Heras de Palermo.

"Plantamos este árbol para sentirte cerca, como símbolo de vida, amor y esperanza. Niña flor serás, eterna misión de la humanidad."
Placa en Parque Las Heras, diciembre de 2015.

En Valizas se le rindió ese mismo día un homenaje.
También se celebró una misa en la Iglesia del Pilar en el Barrio Recoleta, donde está el cementerio donde descansa Lola.

"Yo estoy convencida de que la verdad y los responsables van a salir a la luz."
Adriana Belmonte, octubre de 2016.

El 2 de junio de 2023, se inauguró una baldosa recordatoria en la puerta del Liceo N° 9 Santiago Derqui.[cita requerida]
El 20 de abril de 2024, una vez cerrado el caso los Padres de Lola Chomnalez hicieron pública una lista de personas y agrupaciones a la que agradecen, entre ellas mencionaron al Graciela Barrera, de la Asociación de Familiares y Víctimas de la Delincuencia (Asfavide), al cuerpo de Policía Científica y a a Juan Gómez, fiscal de Corte de la Fiscalía General de la Nación, entre otros.

“Siempre gracias a nuestras familias, por todo el sostén. Y siempre, siempre, gracias a Dios."
Adriana Belmonte y Diego Chomnalez, abril de 2024.